# كوري فاولر
كوري فاولر (بالإنجليزية: Corey Fuller)‏ هو لاعب كرة قدم أمريكية أمريكي، ولد في 1 مايو 1971 في تالاهاسي في الولايات المتحدة.

## وصلات خارجية
- كوري فاولر على موقع مرجع كرة القدم المحترفة.كوم (الإنجليزية)